# فلک‌الافلاک
فَلَک‌الافلاک (به پارسی سره: دژ سپهر سپهران) یا دژِ شاپورخواست قلعه‌ای تاریخی در مرکز شهر خرم‌آباد در استان لرستان است. فلک‌الافلاک با نام قلعهٔ دوازده‌بُرجی هم شناخته می‌شود. این بنا بر فراز تپه‌ای مشرف به شهر خرم‌آباد و در نزدیکی رودخانه، در مرکز شهر قرار گرفته و چشم‌گیرترین اثر تاریخی و گردشگری در این شهر است. تاریخ ساخت این قلعه به دورهٔ ساسانیان بازمی‌گردد. این بنا در تاریخ ۱۰ مهر ۱۳۴۸ با شمارهٔ ثبت ۸۸۳ در فهرست آثار ملی ایران به ثبت رسیده است.

## واژه‌شناسی
فلک‌الافلاک در لغت به معنای «آسمانِ آسمان‌ها» است. قلعهٔ فلک‌الافلاک با نام‌های گوناگونی در طول زمان شناخته شده است. دژ شاپورخواست، سابرخواست، قلعهٔ خرم‌آباد، دوازده برجی و کاخ اتابکان از آن جمله‌اند. قلعهٔ خرم‌آباد از دورهٔ قاجار به بعد، قلعهٔ فلک‌الافلاک نامیده می‌شود. با توجه به این‌که ممکن است دوازده برجی، اشاره‌ای به دوازده برج فلکی باشد، ممکن است نام فلک‌الافلاک نیز از همین‌جا ریشه گرفته باشد. از سدهٔ ششم هجری پس از ساخته شدن شهر جدید خرم‌آباد، این قلعه نیز به‌نام قلعهٔ خرم‌آباد معروف شد.

## پیشینه
قدمت این قلعه به دورهٔ ساسانیان می‌رسد. ساسانیان شهری با نام شاپورخواست در حدود منطقهٔ کنونی خرم‌آباد ساختند که بعدها ویران شد و در حدود سدهٔ هفتم هجری، خرم‌آباد فعلی به‌جای آن بنا گردید. گمان می‌رود که قلعهٔ فلک‌الافلاک، همان دژ شاپورخواست باشد که در دورهٔ ساسانی کاربرد حکومتی و نظامی داشته است. 

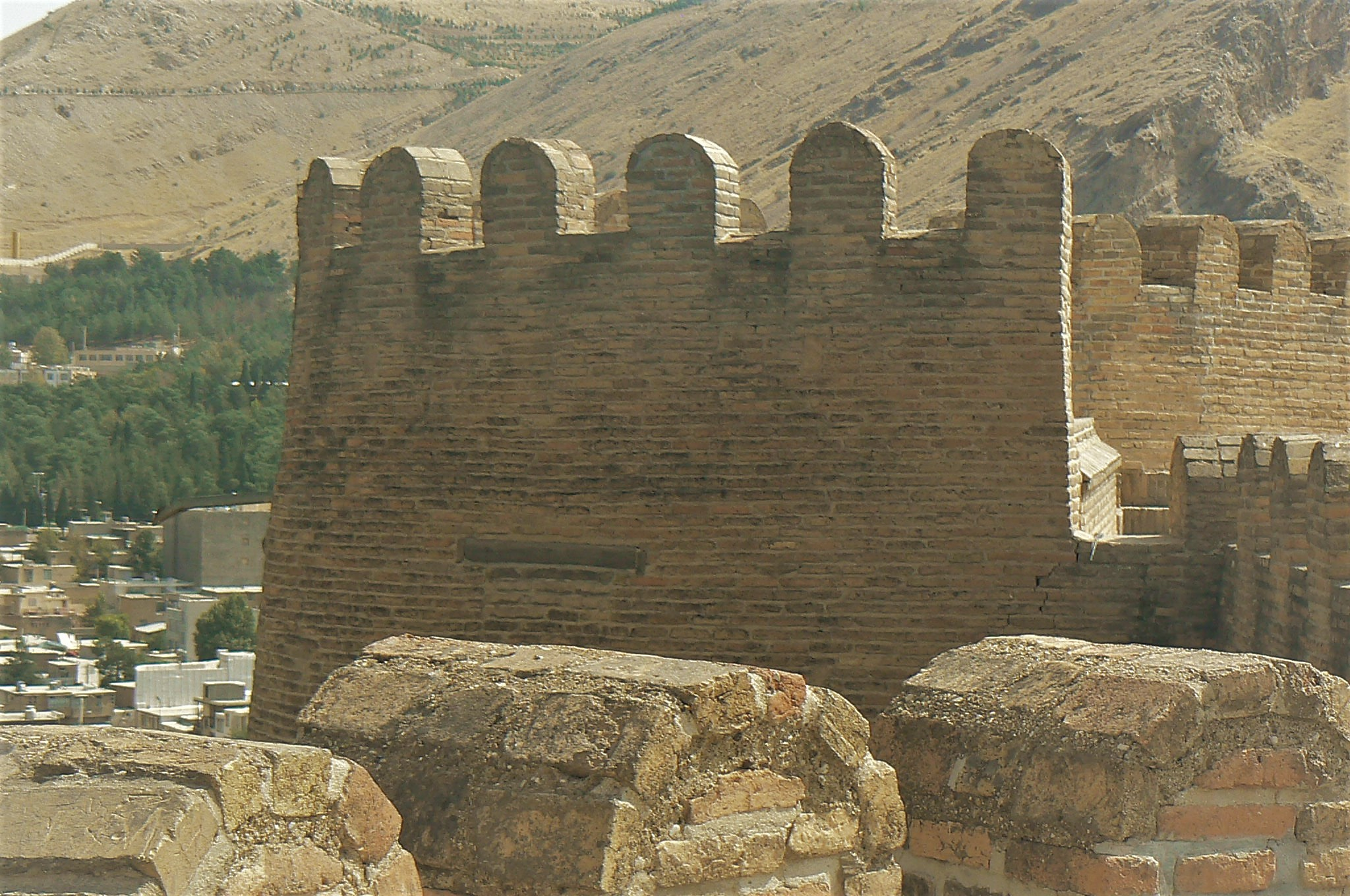
یکی از برج‌های شمالی قلعه

این قلعه به لحاظ موقعیت استراتژیک خود در قرن چهارم هجری قمری به‌عنوان مقر حکومت آل حسنویه و گنجور در زمان آل بویه درآمد همچنین خزانهٔ حکومتی خاندان بدر در قرن چهارم هجری و مقر حکومتی اتابکان لر کوچک و والیان لرستان در دورهٔ صفویه تا قاجار و سرانجام پادگان نظامی و زندان در دوران پهلوی از مهم‌ترین کاربردهای قلعه در گذشته محسوب می‌شود. 

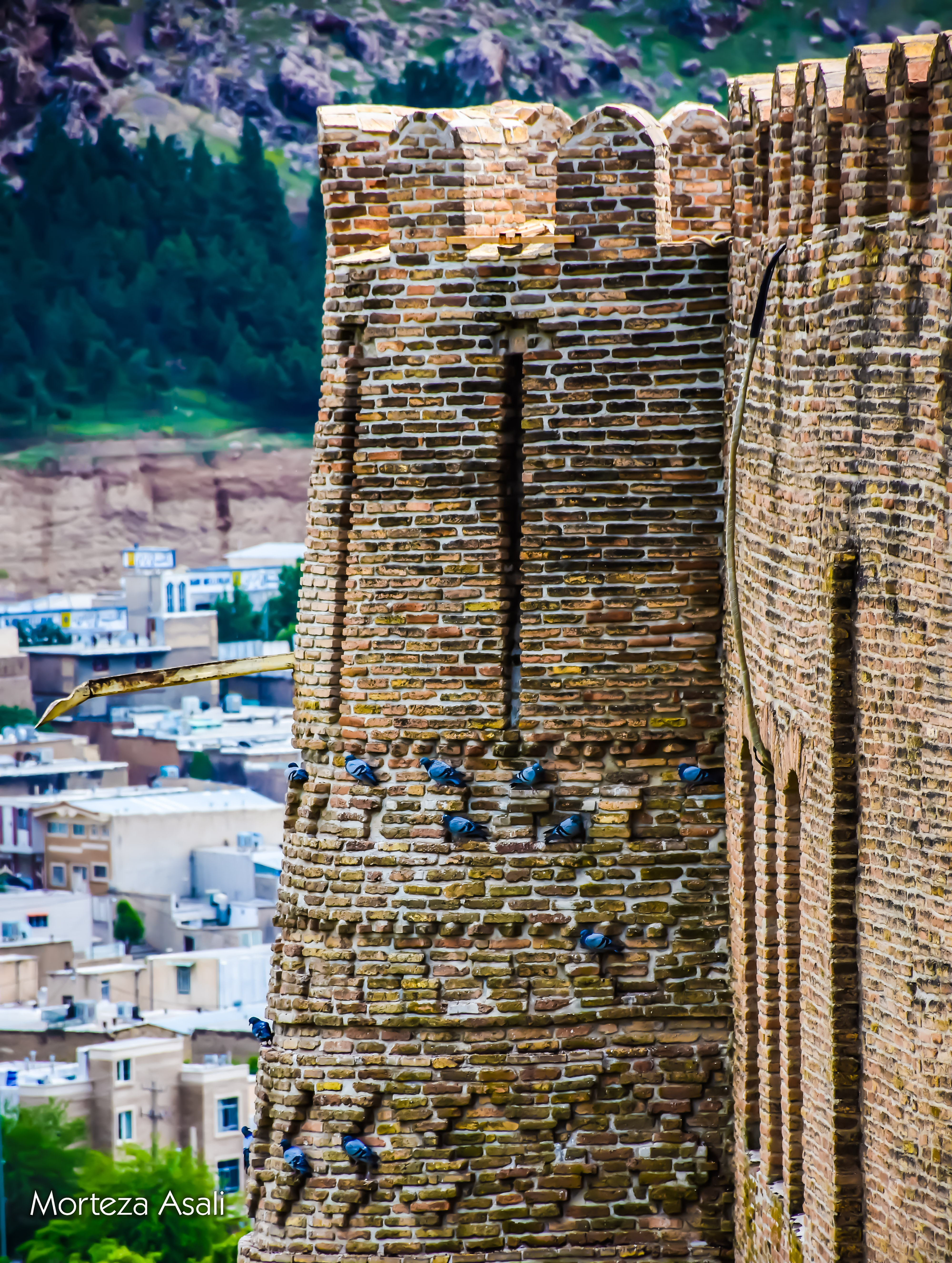
برج معروف به برج سلجوقی

### در دورهٔ قاجار
محمدعلی میرزا دولتشاه در سال ۱۲۳۷ هجری قمری به حکومت کرمانشاهان و لرستان منصوب شد. قلعه که تا آن زمان به‌حالت نیمه‌مخروبه درآمده بود و فقط توسط شخصی به نام میرزا ابوطالب‌خان مرمت مختصری در آن صورت گرفته بود به‌دستور محمدعلی میرزا مورد مرمت و بازسازی قرار گرفت و دیوانخانه و سربازخانه را نیز در پایین قلعه احداث نمود. قلعهٔ فلک‌الافلاک در دورهٔ قاجار به‌دلایل مختلف مورد توجه قرار گرفت و به‌صورت مقر حکومت و مرکز اداری و نظامی منطقه درآمد و رفت‌وآمد دولتمردان قاجار به قلعه بسیار صورت می‌گرفت که برخی از آنان یادداشت‌هایی دربارهٔ قلعه از خود برجا گذاشته‌اند. برای مثال مسعود میرزا ظل‌السلطان، فرزند ناصرالدین‌شاه که حکومت اصفهان را در دست داشت و مدتی هم حکومت لرستان به قلمروی او افزوده شده بود، ضمن سفری به لرستان در خاطرات خود می‌نویسد:
امروز از همهٔ آن آبادی‌ها و از همهٔ دولت‌ها و مکنت‌ها جز بیغوله و تل خاکی باقی نیست. فقط عمارت و چهاردیواری که در تمام لرستان می‌بینید، شهر خرم‌آباد است که حقیقتاً اسم شهریت به او داده‌اند. یک قصبهٔ بزرگی است، عمارتی از بناهای اتابکان لرستان مشهور به فلک‌الافلاک و هشت‌بهشت در شرق شهر لرستان بنا شده. محمدعلی میرزای دولتشاه، این عمارت را تعمیر کرده و سربازخانه و غیره و غیره بسیار خوب ساخته اگر چه بعد از او هم شاهزادگان بزرگ حاکم شدند. هیچ‌کدام اقدامی برای آبادی این بنا نکردند نمی‌دانم جواب خلق خدا را چه خواهند داد. من به جز تل خاکی چیزی ندیدم فوراً حکم به تعمیر انجام نمودم و بیست هزار تومان برای خرج آن بناها دادم.
در شمارهٔ ۳۴۳ روزنامهٔ لرستان در تاریخ ۱۲۷۴ هجری قمری در مورد تعمیرات انجام‌گرفته در زمان احتشام الدوله نوشته‌اند که:
«قلعهٔ خرم‌آباد و باغ سروستان علی‌آباد که به مرور دهور از حلیی عمارت و آبادی افتاده و چنان قلعه بلند و باغ بهشت مانند، بایر و بی‌رونق افتاده بود، نواب مستطاب شاهزاده والاتبار احتشام الدوله دو سه سال است در صدد تعمیر آبادی آن‌جا برآمده‌اند تا در این اوقات تعمیر قلعه صورت اتمام و انجام یافته به‌طوری‌که به حسب شکوه و آراستگی و استحکام خیلی بهتر از اول شده و همچنین باغ سروستان اگر چه سروهای قدیم او از بی‌نظمی‌های سابق اغلب خشکیده و مقطوع گردیده بود؛ ولی از سایر اشجار مثمره و غیر مثمره حسب‌الحکم نواب معزی الیه غرس نمودند و بالفعل باغ مزبور سبز و خرم و اشجار مثمرهٔ او نیز به ثمر نشسته کمال خضرت و صفا دارد.»

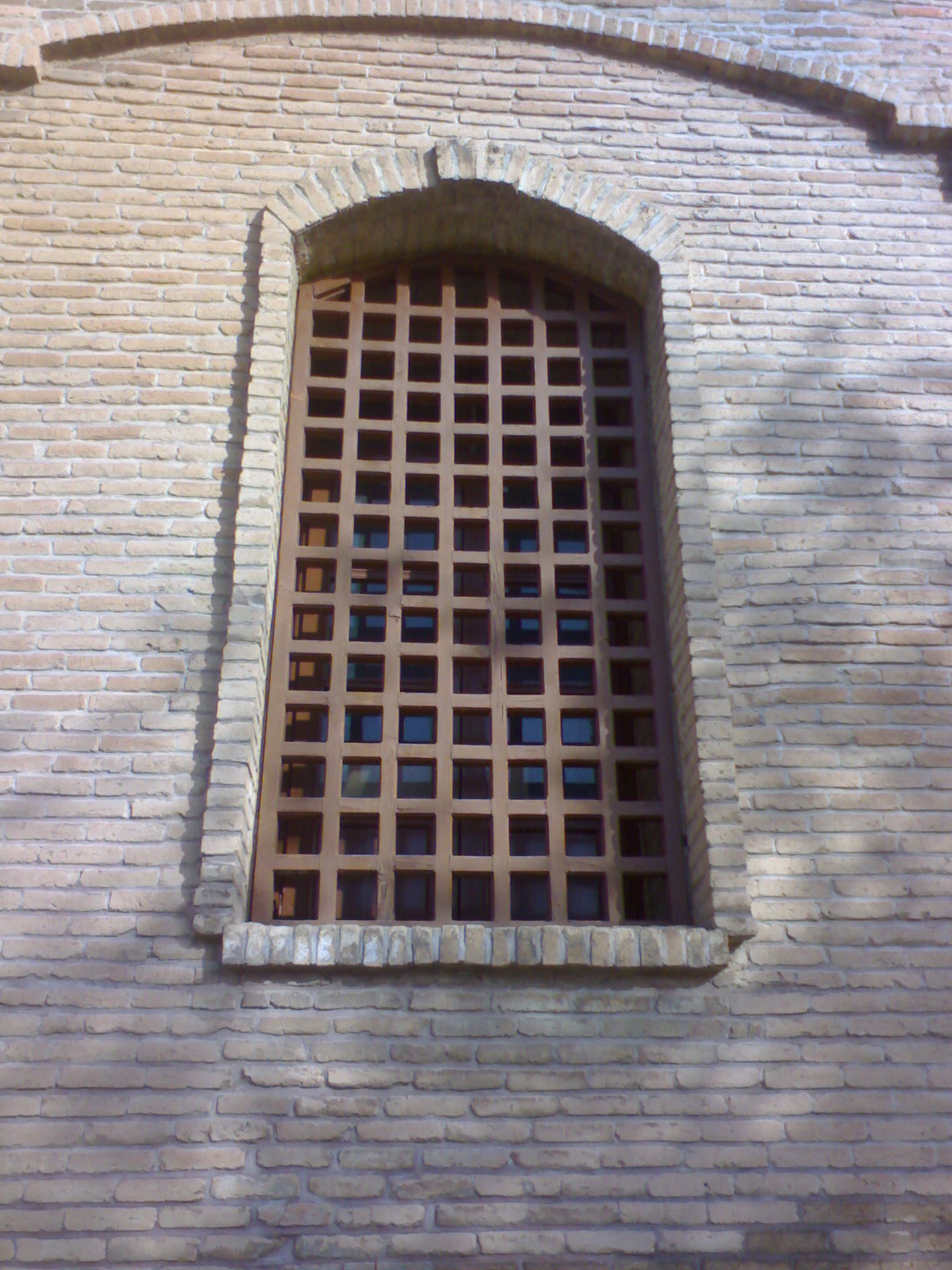
پنجره‌های بیرونی قلعه

توصیف دیگری احتمالاً توسط یکی از مأموران اعزامی به لرستان در حوالی سال ۱۳۰۰ هجری قمری در کتاب جغرافیای لرستان پیشکوه و پشتکوه به نگارش آمده است:
در کنار بلده، قلعهٔ عمارات دیوانی واقع است، اصل قلعه در بالای تپه واقع شده به قدر شصت ذرع ارتفاع دارد و سه طرف آن کوه و کمر است و راهی ندارد مگر از طرف دیگر که خاک است. قلعه را که در بالای تپه ساخته‌اند و حصار آن را بالا برده‌اند بیراه شده است. راه قلعه از جانب جنوبی تپه است و کمر را بریده از سنگ و گچ فرش کرده‌اند. در زمانی که ولات (والیان) در لرستان بدون رویه و بدون استحقاق، استیلا داشته‌اند و به خیالات فاسده حرکت می‌کردند، این قلعه چندان عمارتی نداشت جز دو سه برج که نشیمن بوده و حصار چند انبار ساخته بودند. در زمان خاقان مغفور (فتحعلی شاه قاجار) که دولت، قوام گرفت، حکومت لرستان تفویض به نواب محمدعلی میرزای (فرزند بزرگ فتحعلی شاه قاجار) مرحوم شد. بالای همان تپه را عمارت و برج و خلوت متعدده و حصار محکم و حمام و غیره از جمله یک اتاق در سر برجی ساخته و فلک‌الافلاک نام نهاده‌اند و از تمام عمارات قلعه بلندتر است و مسلط است بر تمام شهر و بلوک خرم‌آباد. جایی باصفا بوده و اکنون تمام عمارات مخروبه شده و سقف اتاق‌ها ریخته و نزدیک به انهدام است، از زمان خاقان مغفور الی حال، تعمیر درستی در این قلعه نشده و یک‌وقتی میرزا ابوطالب‌خان مرحوم، اندک مرمتی کرد و در همان‌جا منزل داشته. بعد از آن سال به خرابی افزوده خاصه زمانی که چند سال قبل می‌گویند فوج همدانی در لرستان ساخلو بوده در همین قلعه منزل کرده اکثر تیرها را سوزانیده‌اند و حال آن که در لرستان، هیزم قیمت ندارد، بدون اغراق در بعضی از جاها از برای یک من چوب یک طاقی که با دویست تومان زده نمی‌شود، خراب کرده‌اند. در میان قلعه، در زمان قدیم، چاهی که دهنهٔ آن سه ذرع است، کمر را تراشیده و سنگ را بریده به آب رسانیده‌اند و از سرابی که مابین تپه است به دلو آب می‌کشیده‌اند و از برای مصارف سکنهٔ قلعه و باغچه و حمام، مخارج زیادی به این چاه شده و از برای همان اوقات که ملوک‌الطوایف و بی نظمی در همه‌جا بوده است، خیلی نافع و مفید بوده. قلعه‌ای هم در پایین این قلعه، کشکولی‌شکل ساخته شده، دور آن یک خمس فرسخ است و دو در دارد. یکی به جنوب و دیگر به شمال باز می‌شود بروج متعدده دارد، یکی از آن بروج معروف به برج سنگی است که تماماً با گچ و آجر و سنگ‌تراش است، بسیار متین و محکم است. در سال دوم فرمانفرمایی حضرت مستطاب والا ظل‌السلطان دامت شوکته در بالای آن مختصر کلاه فرنگی مانند جای با روح و صفا ساخته و یک ثلث از بدنه و بروج قلعه که خیلی مخروبه بود تعمیر خوبی نمودند و بروج دیگر که مسمی به دوازده برج است نیز با سنگ و آجر ساخته شده و از این دوازده برج تا برج سنگی که تقریباً دو ثلث از بدنهٔ قلعه است، مخروبه است و تعمیر شده و اگر به همین زودی‌ها تعمیر نشود منهدم می‌شود. عمارات دیوانی و توپخانه و سربازخانه و اصطبل توپخانه و چاپارخانه، آسیاب و بعضی از اراضی مخروبه در میان این حصار است.

### در سفرنامه‌ها
معین‌السلطنه که در سال ۱۳۳۴ قمری به نگارش جغرافیای لرستان پرداخته در خصوص قلعهٔ فلک‌الافلاک نوشته است:
این قلعه از بناهای خیلی قدیم است ولی در هر عصر و زمانی تغییری در او پیدا شده و تصرفاتی در او شده، قلعهٔ مزبور در روی تپه‌ای که طبیعی است ساخته شده و تپهٔ مزبور، مخلوط به سنگ و خاک است و تقریباً سی ذرع ارتفاع دارد. بنایی که ساخته شده یک طرف او هم به بیرون بنا راه ندارد زیرا که سنگ است؛ ولی سه طرف دیگر به بیرون بنا چون خاک است راه دارد. برج‌های بلند خیلی محکم داشته از جمله برجی که از تمام بروجات ارتفاع او زیادتر است مشهور به فلک‌الافلاک است. روی آن برج، اتاقی بوده که سه در داشته و منظرهٔ باصفایی بوده. رودخانه و باغات در پایین برج مزبور واقع، بلوک شهر از طرف شمال و جنوب پیدا، سایر بروجات هم اتاق‌های متعدد در روی آن‌ها ساخته بوده، اندرونی و بیرونی و حمام و طویله و محبوسخانه در میان محوطهٔ قلعه مهیا بوده.
سر هنری راولینسون که در سال‌های ۱۲۴۹ تا ۱۲۵۵ قمری در ایران به‌سر می‌برده و لرستان را به‌صورت کامل دیده است؛ ضمن عبور از خرم‌آباد، قلعهٔ فلک‌الافلاک را چنین وصف کرده است:
«صخرهٔ بزرگ و منفردی با محیط تقریبی ۹۰۰ متر قرار دارد. این صخره دارای شیب تندی است و در نزدیکی قلعهٔ آن چشمه آبی جریان دارد. این قلعهٔ خرم‌آباد است که در قسمت پایین، دور تا دور آن دیوار دو لایه‌ای کشیده شده و قصری که بر بالای آن ساخته شده از استحکامات نیرومند برخوردار است. این کاخ که بانی آن «محمدعلی میرزای دولتشاه» است، ساختمان بسیار زیبایی است که در داخل آن استخر (حوض) بزرگی به طول ۶۰ متر و عرض ۴۰ متر قرار دارد که از چشمه آب می‌گیرد. کاخ و ساختمان‌های مجاور آن همگی در داخل قلعه قرار دارند و ضمناً باغی نیز وجود دارد. خرم‌آباد که سردر پای قلعه و در سمت شمال غربی آن قرار دارد شهر جدید و کوچکی است که جمعیت آن تقریباً ۱۰۰۰ خانوار می‌باشد. رودخانه کم‌عمق و عریضی در جنوب شرقی شهر و قلعه که پایتخت اتابکان لر کوچک بوده در جریان است.»
در سال ۱۲۵۷ هجری قمری زمانی که بارون دوبد جهانگرد روس از خرم‌آباد دیدن کرد قلعه را این‌گونه توصیف کرد که با شش قبضه توپ از قلعه دفاع می‌شده است، به‌گفتهٔ وی پس از آن‌که محمدشاه قاجار به سلطنت می‌رسد بلافاصله دستور می‌دهد تا بخش اعظم توپ‌های ولایات مختلف ایران را در پایتخت متمرکز کنند، اما به توپ‌های قلعهٔ فلک‌الافلاک که از دورهٔ محمدعلی میرزا در این‌جا نصب شده‌اند دست نمی‌زند. ادموندز در ۷ سپتامبر ۱۹۱۷ در یادداشت‌های سفر خود در مورد قلعهٔ فلک‌الافلاک نوشته است:
کاخ و آنچه مربوط به آن است به‌صورت تأسف‌آوری رو به زوال است. طویله، سربازخانه و توپخانهٔ آن ویران شده است. حیاط کاخ که یک استخر مربع‌شکل در آن قرار دارد به آن خرابی نیست ولی وضع خوبی هم ندارد. یک ردیف اتاق که در شرق حیاط قرار دارند قبلاً دیوانخانه بوده است یعنی جایی که حکمران می‌نشست.

### در دورهٔ پهلوی

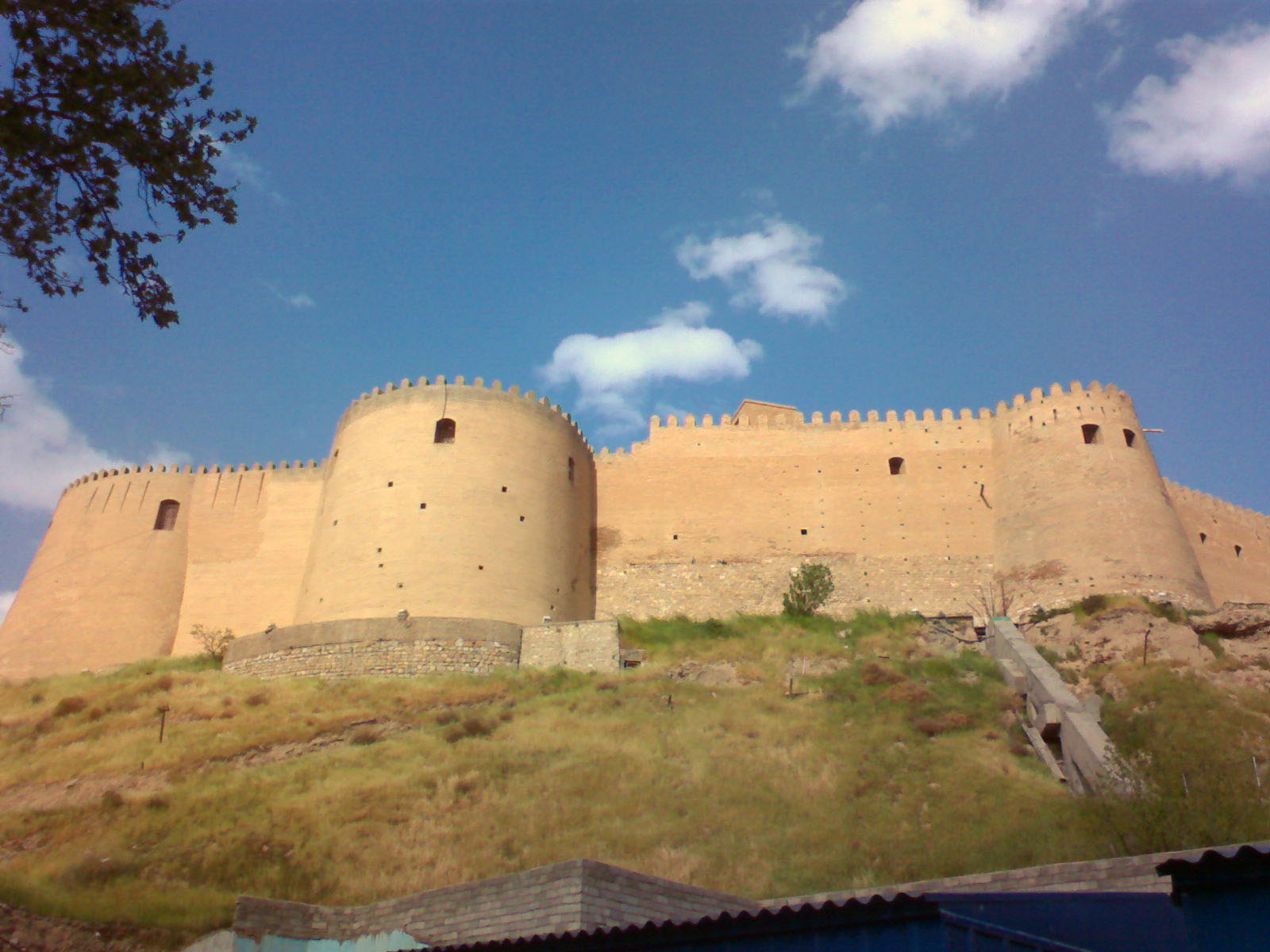
فلک‌الافلاک

در دوران رضاشاه ساختمان‌هایی جهت اصطبل و سربازخانه و ستاد لشکر ۵ ارتش شاهنشاهی ایران در محدودهٔ حصار ۱۲برجی احداث گردید که دو ساختمان از مجموعه ساختمان‌های مذکور در حال حاضر در محوطهٔ سپاه پاسداران باقی مانده است و ساختمان دیگر که معروف به ساختمان اصطبل بود در سال ۱۳۷۸ توسط سپاه، تخریب گردید. مجموعهٔ حصار ۱۲برجی و قلعه به پادگان نظامی تبدیل گردید و قلعهٔ فلک‌الافلاک تا سال ۱۳۳۰ به محل نگهداری مهمات لشکر ۵ مخصوصاً مین و مواد منفجره تبدیل گردید که در همان سال، مهمات ذخیره‌شده را خارج کردند و قلعه را برای استقرار تبعیدی‌ها آماده ساختند. قلعهٔ فلک‌الافلاک در این زمان به محل نگهداری زندانیان سیاسی تبدیل گردید، فضای داخلی تالارهای قلعه به همین منظور دستکاری شد. معروف است که در وسط تالارها کانالی کنده شده بود و زندانیان از دو طرف کانال در یوغ‌های خود پای در کانال داشتند. مهم‌ترین اتفاقی که در سال ۱۳۳۸ خورشیدی اتفاق افتاد تخریب برج جدیدساز (برج شمال غربی) بر اثر زمین‌لرزه بود. استفاده از قلعه به‌عنوان زندان تا سال ۱۳۴۷ ادامه یافته و در سال ۱۳۴۸ به‌مدت کوتاهی به بایگانی راکد ارتش تبدیل شد. در همین سال به‌عنوان یک بنای تاریخی به ادارهٔ فرهنگ و هنر لرستان واگذار گردید و با شمارهٔ ۸۸۳ در فهرست آثار ملی ایران قرار گرفت. در سال ۱۳۵۴ نمایشگاه منطقه‌ای مردم‌شناسی لرستان در این محل گشایش یافت و در سال ۱۳۵۶ با گشایش موزهٔ مفرغ‌های لرستان به‌کار خود ادامه داد.

#### موزه
موزه فلک‌الافلاک درون ساختمان قرار دارد و در دورهٔ پهلوی با قرار دادن برخی مدارک فرهنگی، فعالیت خود را آغاز کرد اما پس از انقلاب ۱۳۵۷ فعالیت آن متوقف شد. این موزه پس از جنگ ایران و عراق و در سال ۱۳۶۷ فعالیت خود را از سر گرفت. موزهٔ قلعه بین سال‌های ۱۳۸۵ تا ۱۳۸۷ به‌علت نبود امکانات نگهداری استاندارد، تعطیل بود. این موزه ۱۲ ویترین دارد که هر ویترین ۵۰ اثر تاریخی را به نمایش می‌گذارد.

### پس از انقلاب ۱۳۵۷

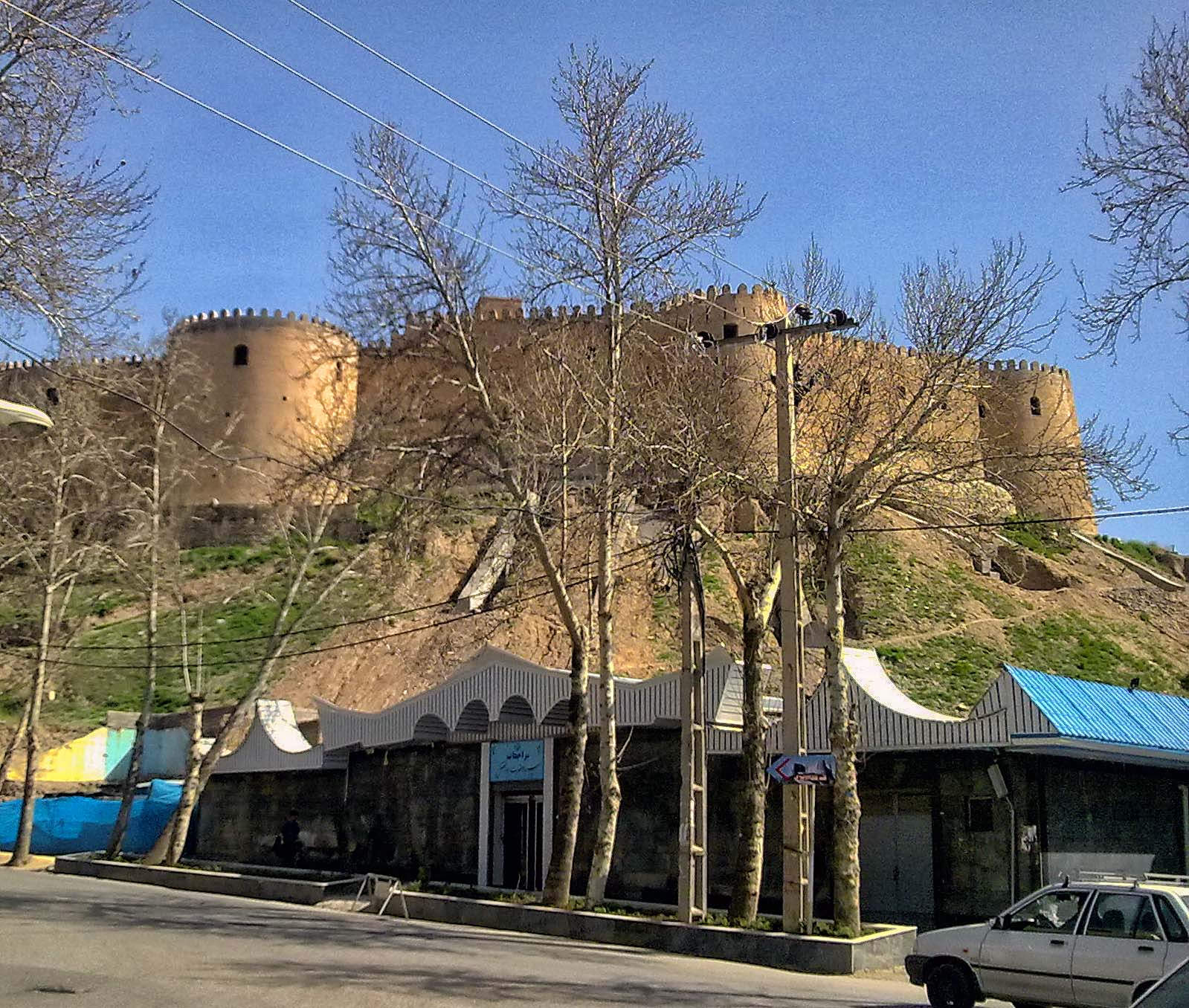
درب ورودی سپاه حضرت ابالفضل استان لرستان. حضور سپاه پاسداران در حریم قلعهٔ فلک‌الافلاک مهم‌ترین علت اخلال در ثبت جهانی این بنا است

در سال ۱۳۶۳ پس از شروع جنگ ایران و عراق و به‌منظور امنیت، اشیای موزه جمع‌آوری گردید و پس از جنگ با مرمت بخشی از بنا، نمایشگاه عکس، سنگ و سفال افتتاح گردید، در سال ۱۳۷۶ موزهٔ باستان‌شناسی افتتاح گردید ولی به‌علت ضعف در شرایط و امکانات مورد نیاز تا سال ۱۳۷۸ راه‌اندازی نشد. در همین سال، بخش شمالی حیاط اول به چای‌خانه تبدیل گردید و در سال ۱۳۷۹ آزمایشگاه مرمت آن تجهیز و به بخش جنوبی حیاط اول به برج نوساز منتقل گردید، هم‌اکنون موزهٔ مردم‌شناسی آن در بخش جنوبی حیاط دوم راه‌اندازی شده است.
دو ساختمان از مجموعه ساختمان‌های قلعه در محدودهٔ فعلی دانشگاه لرستان باقی مانده است که یکی از آن‌ها محل برگزاری کلاس‌های درس در دو طبقه است و در فهرست آثار ملی ایران با شمارهٔ ۳۷۶۵ به‌ثبت رسیده است. قرینهٔ همین ساختمان در سال ۱۳۷۳ توسط دانشگاه لرستان تخریب و به‌جای آن، دپارتمان شیمی احداث شده است و ساختمان دوم، یک‌طبقه است که به‌عنوان محل بانک از آن استفاده می‌شود. ساختمان‌ها در جهت شرقی–غربی ساخته شده‌اند و علاوه بر این‌ها بنای دیگری از دورهٔ پهلوی در محل کنونی باشگاه افسران باقی مانده است که به‌شکل نامطلوبی با آستری از سیمان سفید روی آن را پوشانده‌اند. ویژگی قابل توجه بناهای مذکور، یک‌دست بودن با بافت تاریخی اطراف قلعه و نموداری از تاریخ یک دوره از معماری ایران است که آن را می‌توان معماری ایرانی–فرنگی نامید. با این‌حال ساختمان‌های مذکور از ویژگی‌های قابل توجه زمان خود برخوردارند که به‌طور کلی می‌توان به کاربرد پلان متقارن، استفاده از درز انبساط، آجرکاری به‌صورت برجسته در ساختمان دانشگاه و همچنین سقف‌های شیروانی نام برد.

#### حضور سپاه پاسداران
پس از انقلاب ۱۳۵۷، سپاه پاسداران با ایجاد یک پادگان نظامی در جنوب قلعهٔ فلاک‌الافلاک ضمن اشغال اطراف این بنای ملی در روند آزادسازی حریم قلعه و ثبت جهانی آن اخلال ایجاد کرده است. طبق برنامهٔ دفتر منطقه‌ای اسکان بشر سازمان ملل متحد، خرم‌آباد به‌عنوان یک شهر نمونهٔ گردشگری انتخاب شده است. این انتخاب، به‌منظور اجرای طرح توسعهٔ پایدار شهری بر مبنای گردشگری است. محور اجرای این طرح، قلعهٔ فلک‌الافلاک است و ساماندهی فضای اطراف این قلعه و همچنین طرح مرمت و حفاظت از سایر آثار باستانی سطح شهر خرم‌آباد نیز جزء این طرح محسوب می‌شود.

## ویژگی‌ها
احداث بنا بر فراز صخره‌ها و اشراف کامل آن بر درهٔ تاریخی خرم‌آباد و نیز جاری شدن چشمهٔ گلستان از دامنهٔ شمالی تپه از ویژگی‌های اصلی بنا به‌شمار می‌آیند. از سوی دیگر، نزدیکی بنا با غارهای پیش از تاریخ دره گرم خرم‌آباد و دیگر آثار تاریخی مانند سنگ‌نوشته خرم‌آباد، مناره آجری، آسیاب گبری، پل شاپوری و گرداب سنگی بیانگر پیوستگی تاریخی قلعه با آثار یادشده است.

## معماری

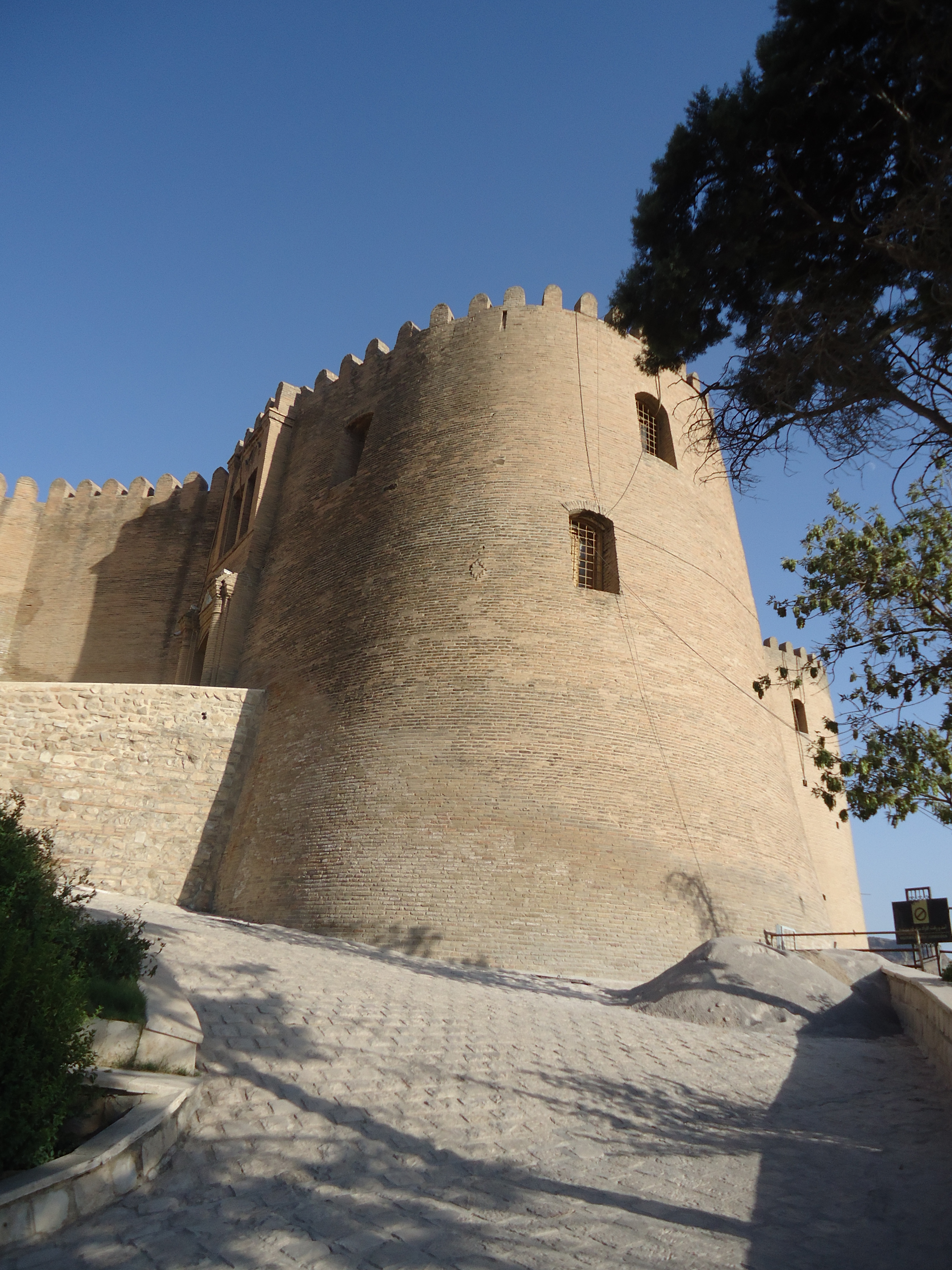
برج جنوب غربی

معماری کنونی بنا، بیانگر الحاقات فراوانی است که در دوران‌های گوناگون بدان افزوده شده، بیشترین این تحولات مربوط به دوره صفویه تا قاجار است. بر اساس مدارک تصویری تا حدود یک‌صد سال پیش، بارویی ۱۲برجی در پیرامون بنای فعلی وجود داشته، که اکنون آثار این برج از آن در محوطهٔ شمال غربی قلعه، قابل مشاهده است. وسعت تقریبی بنا ۵٬۳۰۰ متر مربع، شامل ۸ برج، دو صحن و ۳۰۰ جان‌پناه است. ارتفاع بلندترین دیوار تا سطح تپه ۲۳ متر و مصالح آن از سنگ، آجر، خشت و ملات گچ و آهک است. ورودی بنا به سمت شمال و در بدنهٔ برج جنوب غربی تعبیه شده که پس از گذر از راهروی ورودی به حیاط اول وصل می‌گردد. ورودی قلعهٔ فلک‌الافلاک در بخش شمالی و در برج جنوب غربی به عرض ۱۰ متر و ۲۰ سانتی‌متر و ارتفاع سه متر ساخته شده و در ساخت این بنا از مصالحی چون خشت، آجر (قرمز و بزرگ)، سنگ و ملات استفاده شده است. پلان بنای این قلعهٔ تاریخی به‌صورت هشت‌ضلعی نامنظم است.

### حیاط اول
ابعاد این حیاط که در جهت شمالی–جنوبی طراحی شده ۲۲/۵×۳۱ متر است. پیرامون آن از چهار برج تشکیل شده که دو برج آن در شمال و شمال غربی و دو برج دیگر در جنوب و جنوب غربی قرار دارد.

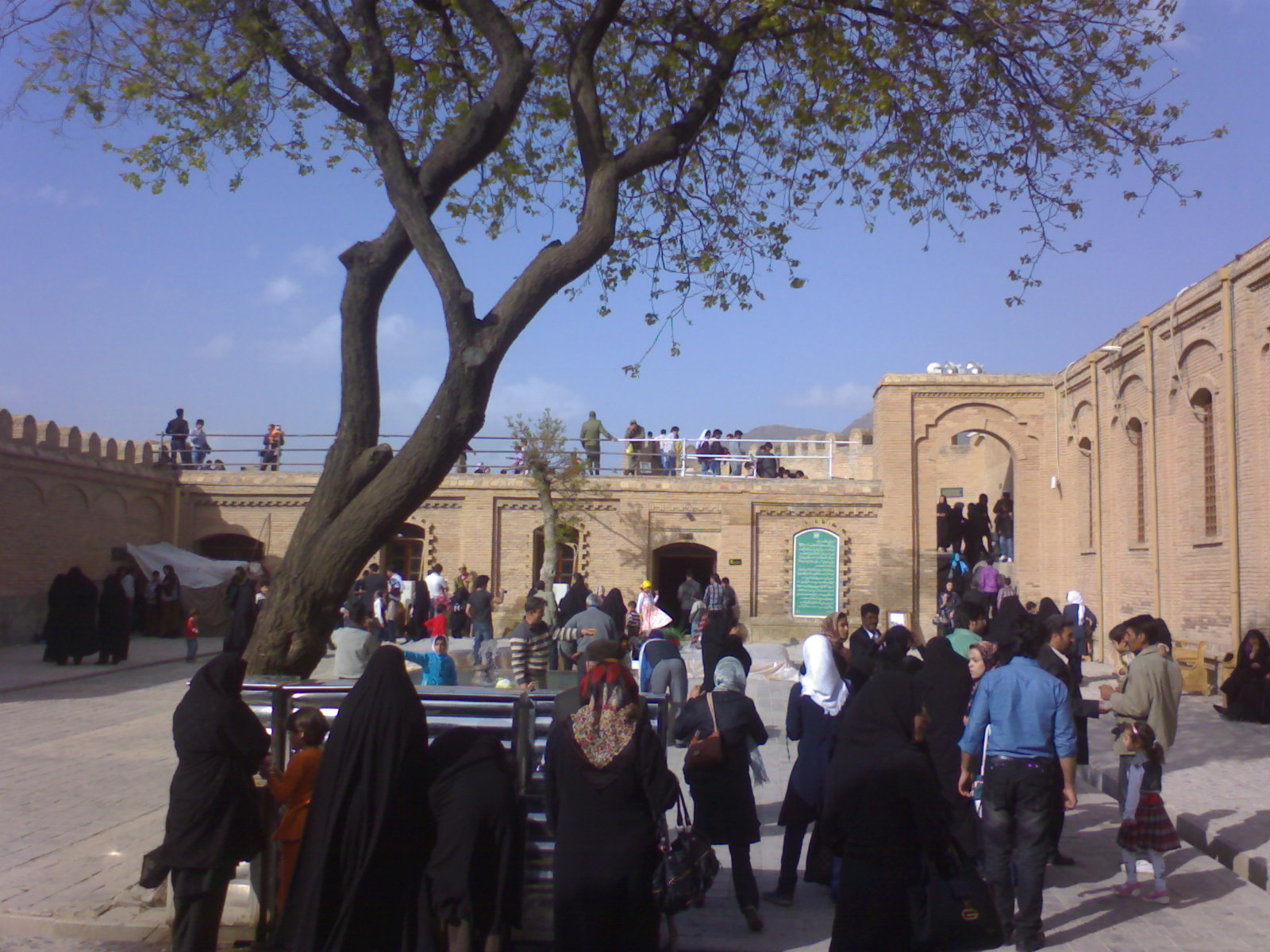
حیاط اول قلعه

### حمام قدیمی
حمام قلعه در ضلع شمالی حیاط اول و در نزدیکی چاه قلعه قرار داشته است. این حمام تا اواخر دورهٔ قاجار، قابل استفاده بوده و اکنون آثاری از آن مانند تنبوشه‌های سفالی، نقش‌های آهکی و کانال‌های زیرزمینی، قابل مشاهده است.

### چاه قلعه
در شمال شرقی حیاط اول و در پشت یک طاق‌نمای بلند، چاه آب قلعه قرار دارد. عمق این چاه که بیشتر آن با برش صخره به سرچشمهٔ آب گلستان راه یافته نزدیک به ۴۰ متر است. در گذشته آب مورد نیاز ساکنین دژ از همین چاه تأمین می‌شده و اکنون نیز قابل بهره‌برداری است.

### حیاط دوم
ابعاد این حیاط در جهت شرقی–غربی، ۲۱×۲۹ متر است و همانند حیاط اول از چهار برج تشکیل می‌گردد. در چهار جهت این حیاط، تالارهای بزرگی قرار دارد که به یکدیگر راه دارند و اکنون به موزه تغییر کاربری یافته‌اند. از نکات قابل تأمل در معماری بنا، وجود گریزگاهی مخفی در ضلع جنوبی و فضاهای زیرزمینی در ضلع شمالی و شرقی آن است.

### رطوبت‌گیر
به‌نظر می‌رسد که قلعهٔ فلک‌الافلاک با یک سیستم از کانال‌های رطوبت‌گیر ساخته شده است. پیش از این، کارشناسان معتقد بودند این کانال‌های رطوبت‌گیر با ارتفاع بیش از ۱ متر که تمام محوطهٔ زیر قلعه را پوشانده است، مخفیگاهی برای ساکنان است. اما در واقع مهندسان ساسانی به‌دلیل آگاهی از تغییر اقلیم منطقه و وضعیت آب‌های زیرزمینی، قلعه را به سیستمی رطوبت‌گیر مجهز کرده‌اند. قلعهٔ فلک‌الافلاک با مصالح مختلفی مانند سنگ و چوب که در مقابل رطوبت، آسیب‌پذیر هستند، ساخته شده است. به‌همین دلیل، این قلعه در بلندترین نقطهٔ شهر خرم‌آباد ساخته شد تا باد به داخل بنا نفوذ کند و پایه‌های آن را خشک کند.

## مرمت
در نیمهٔ ابتدایی سال ۱۳۸۹ نخستین مرحله از مرمت این اثر باستانی از طرف سازمان میراث فرهنگی، صنایع دستی و گردشگری استان لرستان به اتمام رسید. در این طرح، مرمت آب‌روهای کف حیاط با سنگ تراشیده‌شده به ضخامت ۶ سانتی‌متر، بندکشی و تعویض آجرها، دوباره‌چینی کنگره‌های تخریب‌شده و قوس طاق‌های قلعه و همچنین مرمت در و پنجرههای ورودی قلعه به اتمام رسید.
زمین‌لرزهٔ اردیبهشت ۱۳۹۹
بر اثر زمین‌لرزه‌ای ۵٫۱ ریشتری در لرستان خساراتی به چند کنگره وارد شده و برخی از آن‌ها ریزش کردند.

## پویش حامیان فلک‌الافلاک
پس از زمین‌لرزه ۱۳۹۶ ازگله که تکان‌های آن در خرم‌آباد نیز احساس شد، کمپینی با عنوان «پویش ملی حامیان فلک‌الافلاک» راه‌اندازی شد و چهره‌های سرشناس زیادی همچون باران کوثری، تهمینه میلانی و پرستو گلستانی به آن پیوستند و با انتشار متن و پوسترهایی، خواستار توجه بیشتر به این دژ شدند و بابت آسیب‌پذیری این سازه، اعلام نگرانی کردند.
مهرداد دهقانی (روزنامه‌نگار) از گردانندگان پویش به خبرنگار جام جم گفته است: «مسئولان هم مثل مردم لرستان می‌اندیشند که قلعه آن‌قدر باشکوه و باصلابت است که با هیچ نم و شکاف و زمین‌لرزه‌ای فرو نریزد و ویران نشود، حال آن‌که مروری در تاریخ بنا نشان می‌دهد که طی صد سال اخیر، دو برج از برج‌های آن فروریخته است؛ در سال‌های ۱۳۲۸ برج شمال غربی و در سال ۱۳۶۲ برج و دیوارهای جنوب غربی که البته هر دو بازسازی می‌شوند، هرچند با اسکلت‌بندی فلزی!»
رسانه‌های داخلی و خارجی همچون روزنامه قانون، رادیو جوان، روزنامه جام جم، خبرگزاری ایسنا و خبرگزاری صدا و سیما، اخبار این پویش را پوشش دادند.
غلامرضا سلیمانی، مدیرکل میراث فرهنگی، صنایع دستی و گردشگری لرستان هرگونه خطری برای قلعه را تکذیب کرد و در رابطه با این پویش گفت: «متأسفانه برخی با بزرگ‌نمایی مشکلات قلعهٔ فلک‌الافلاک و سوءاستفاده از این بنای ارزشمند، با ارسال گزارشی کذب از تخریب قلعه به شبکه‌های معاند و انتشار آن در فضاهای مجازی، قصد برهم‌زدن آرامش مردم و تخریب مسئولان را دارند که در این خصوص، قطعاً از طریق مراجع قضایی با آن‌ها برخورد قانونی خواهد شد.»

## نگارخانه

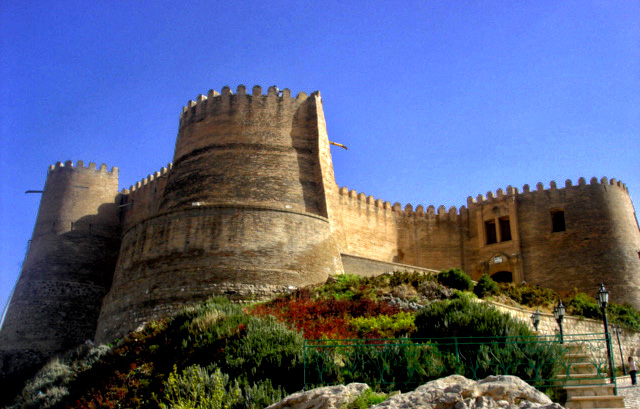
فلک‌الافلاک
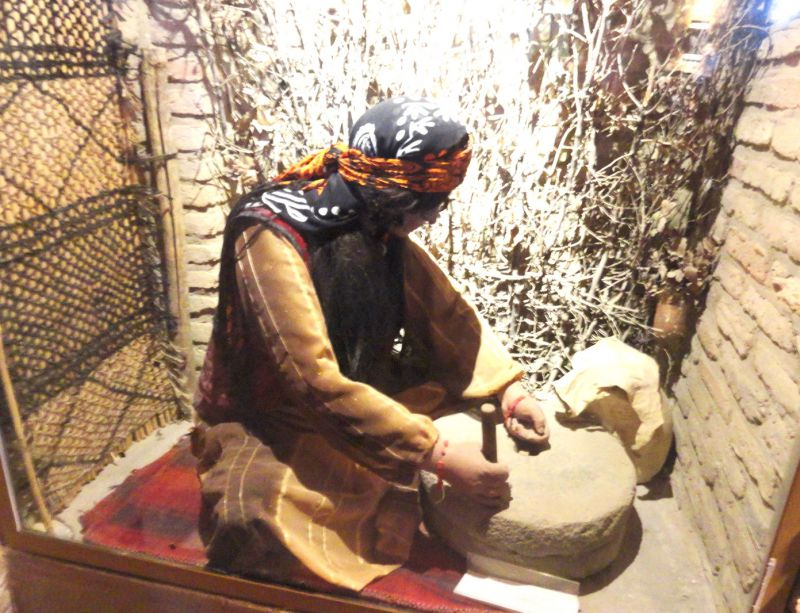
فلک‌الافلاک (موزه مردم‌شناسی داخل قلعه)
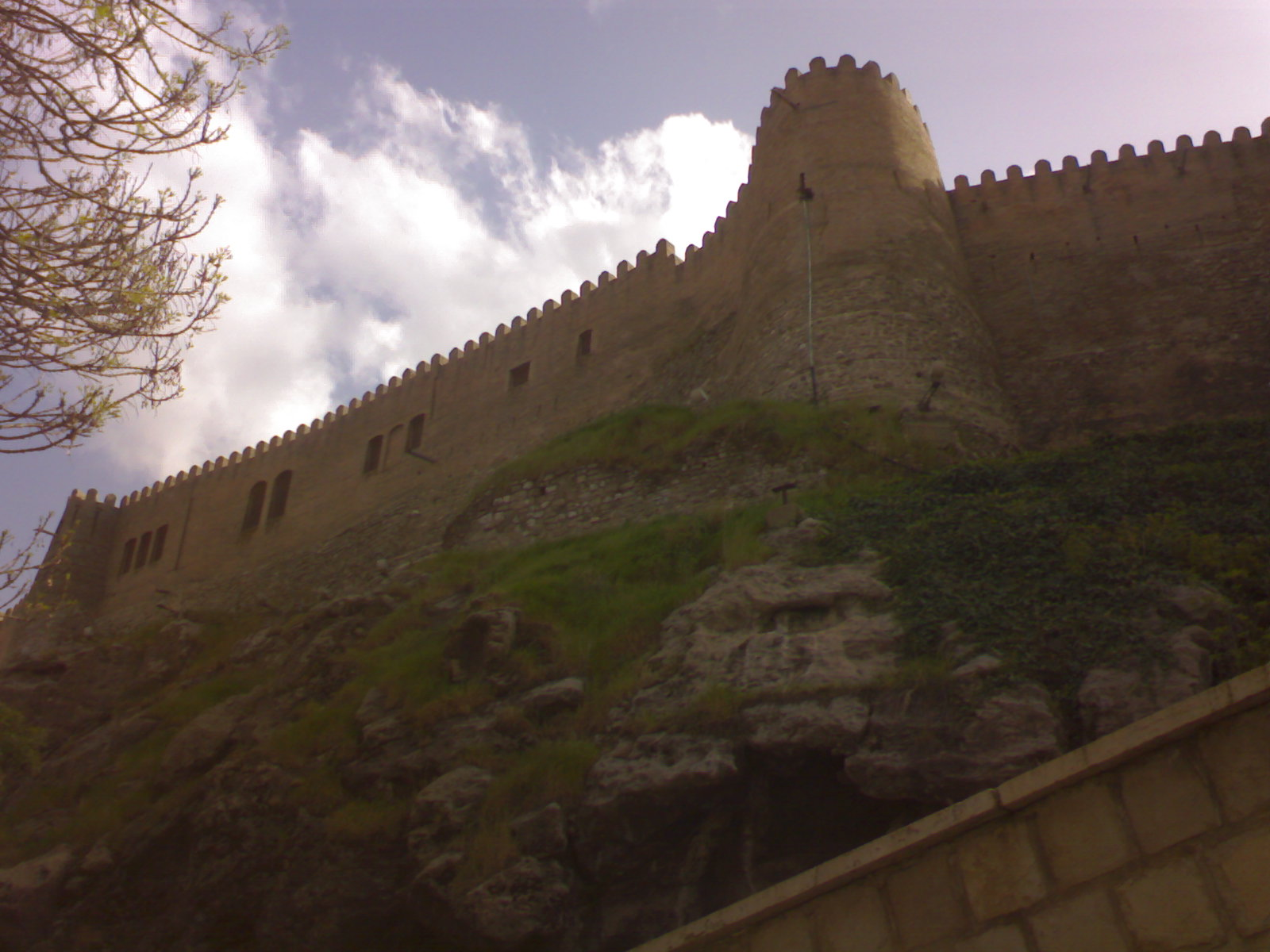
فلک‌الافلاک یا دژ شاپوری
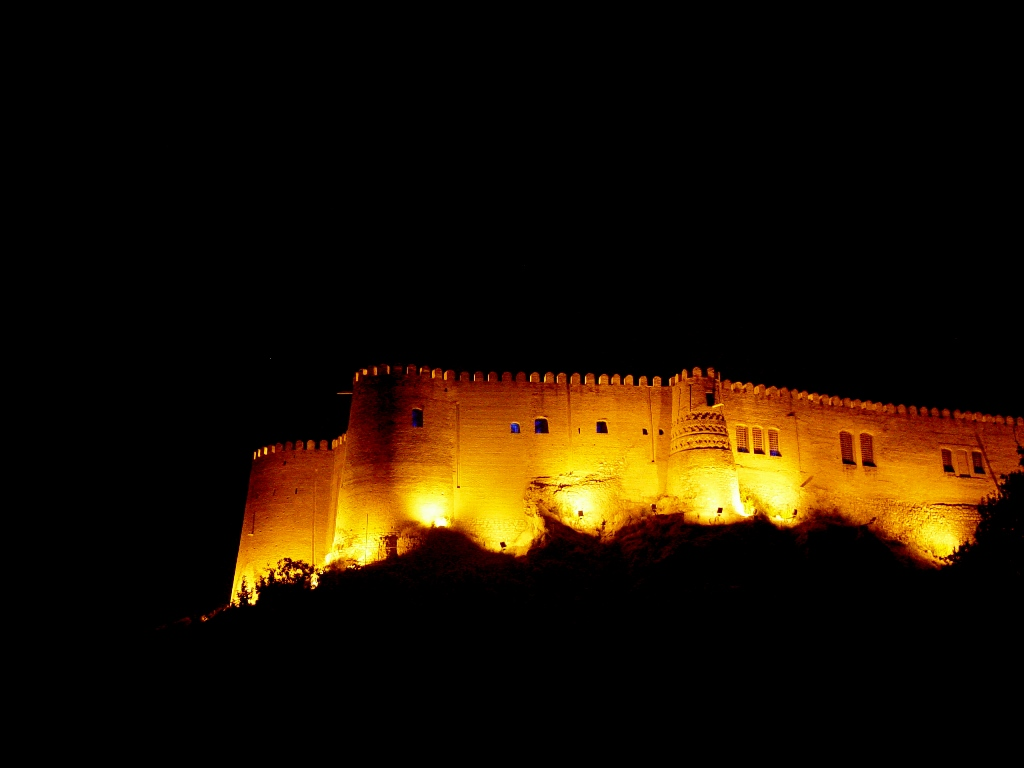
قلعه فلک‌الافلاک در شب
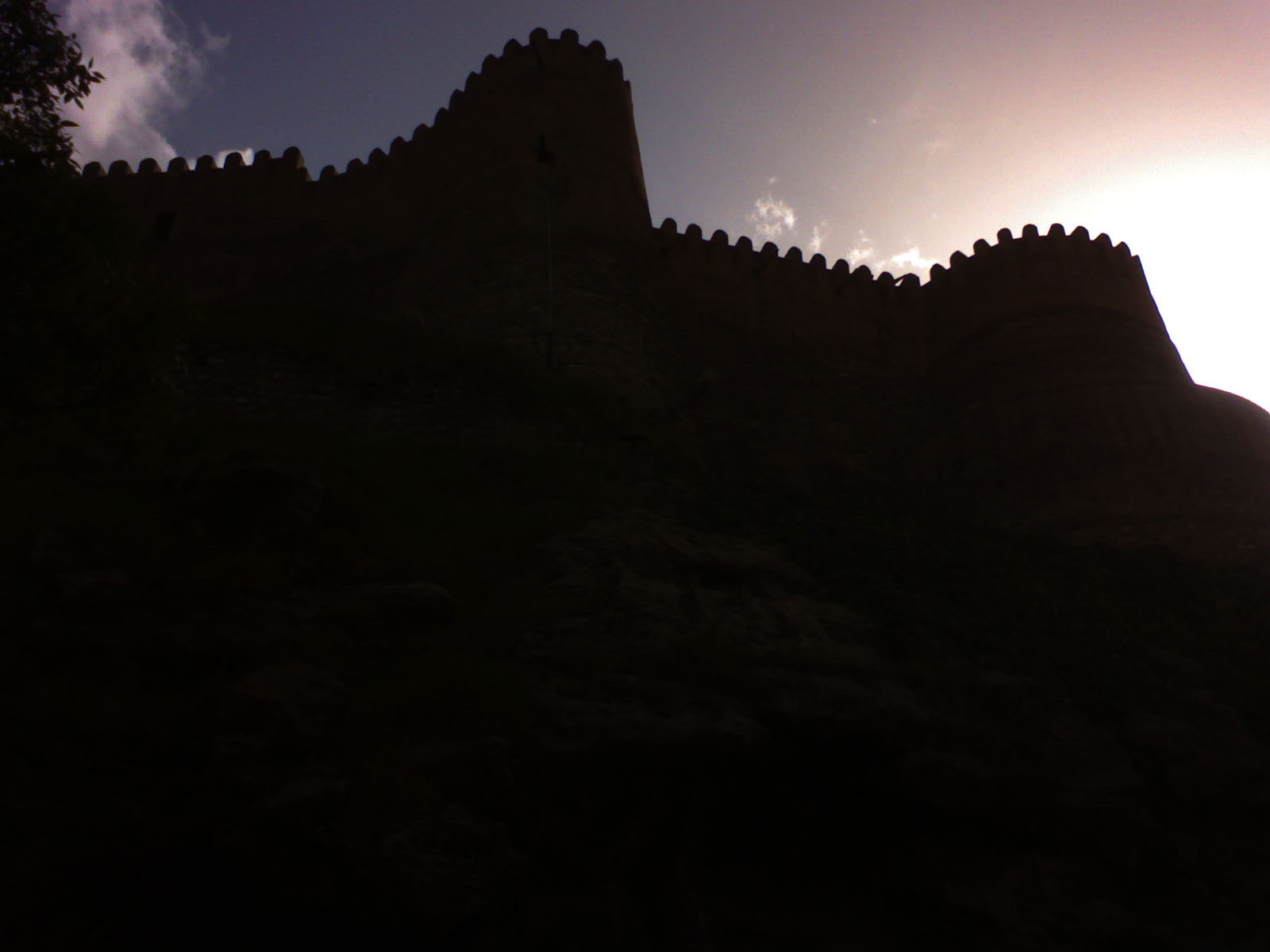
فلک‌الافلاک نماد شهر خرم‌آباد
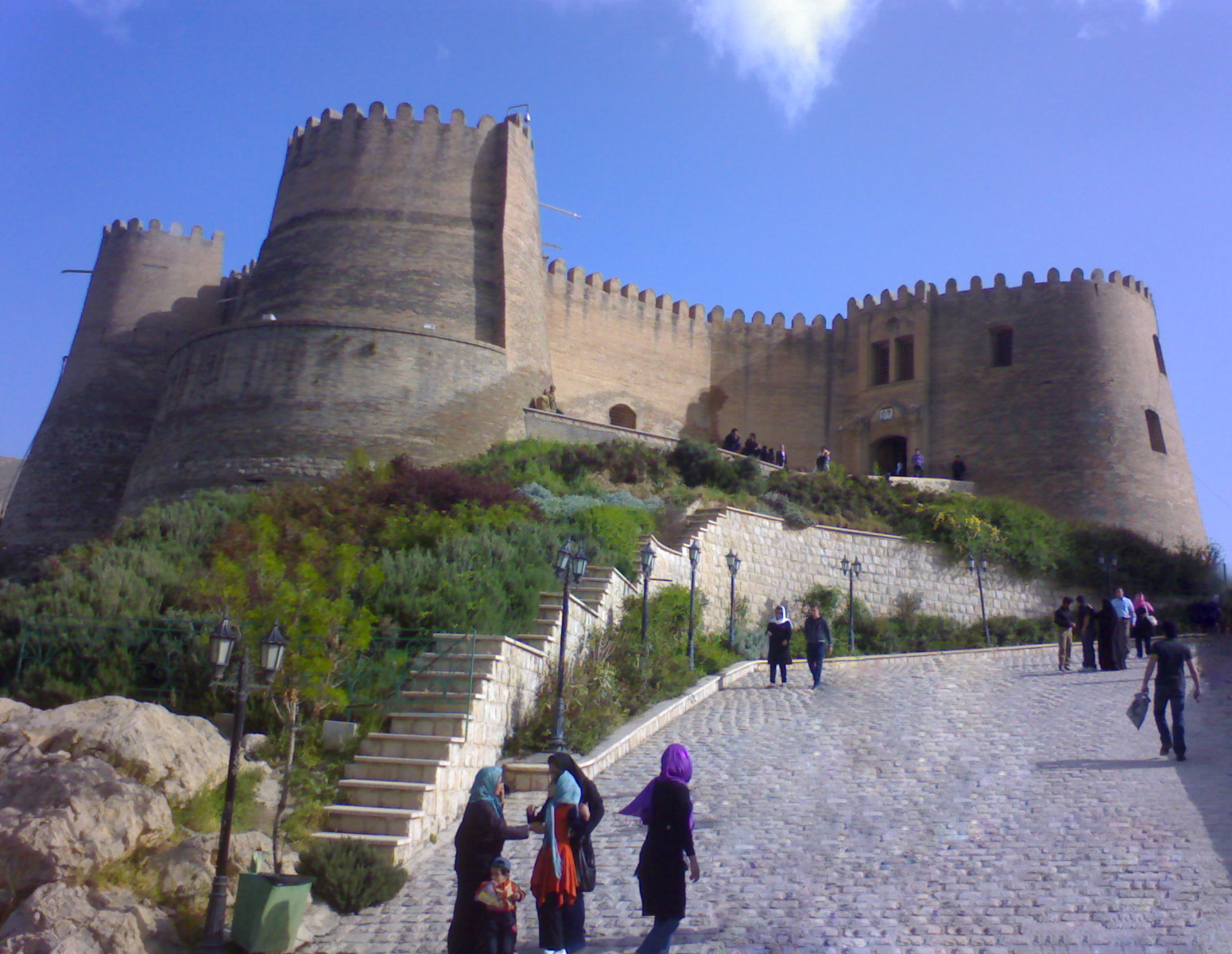
راه دسترسی به قلعه
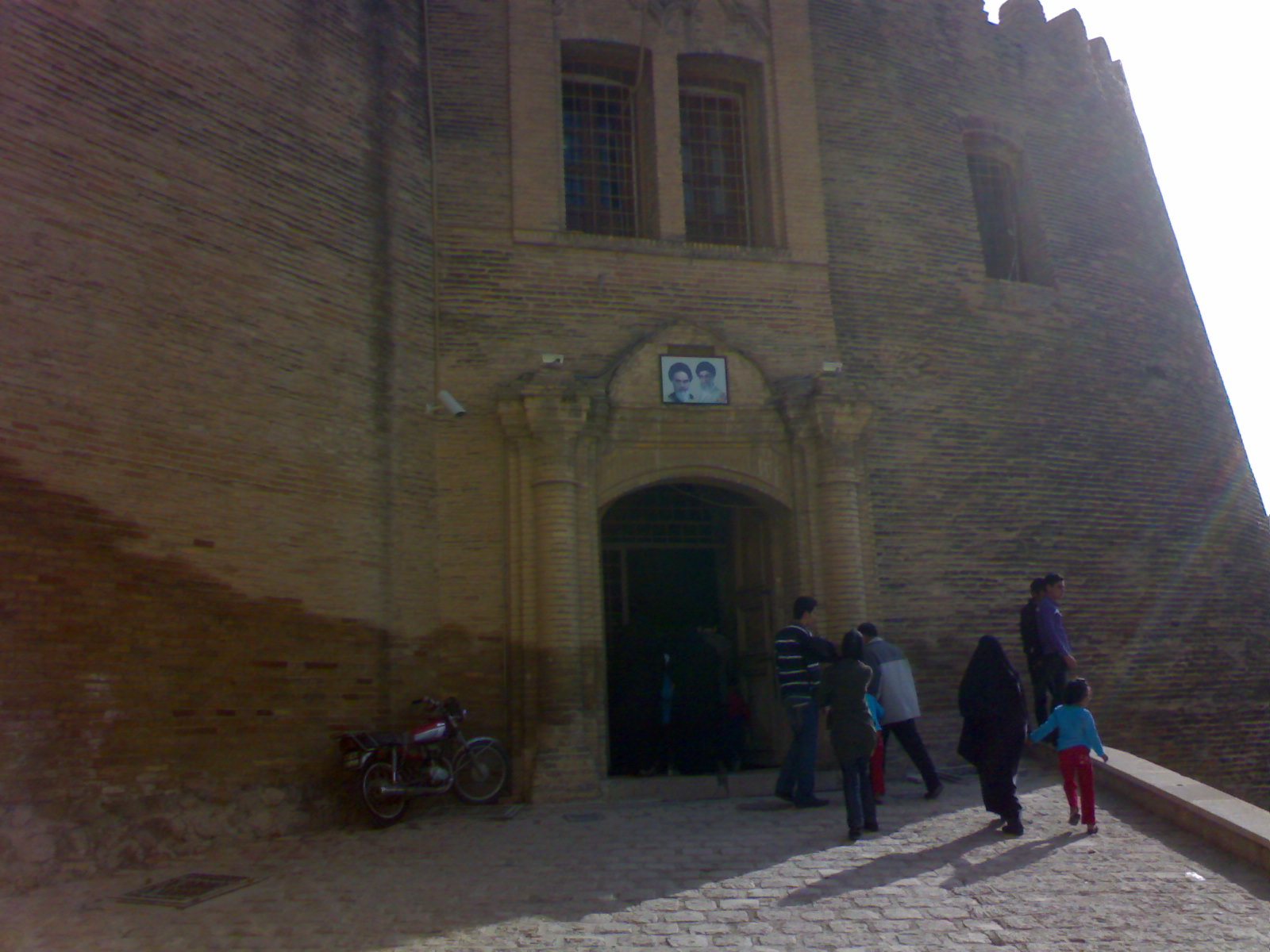
در ورودی
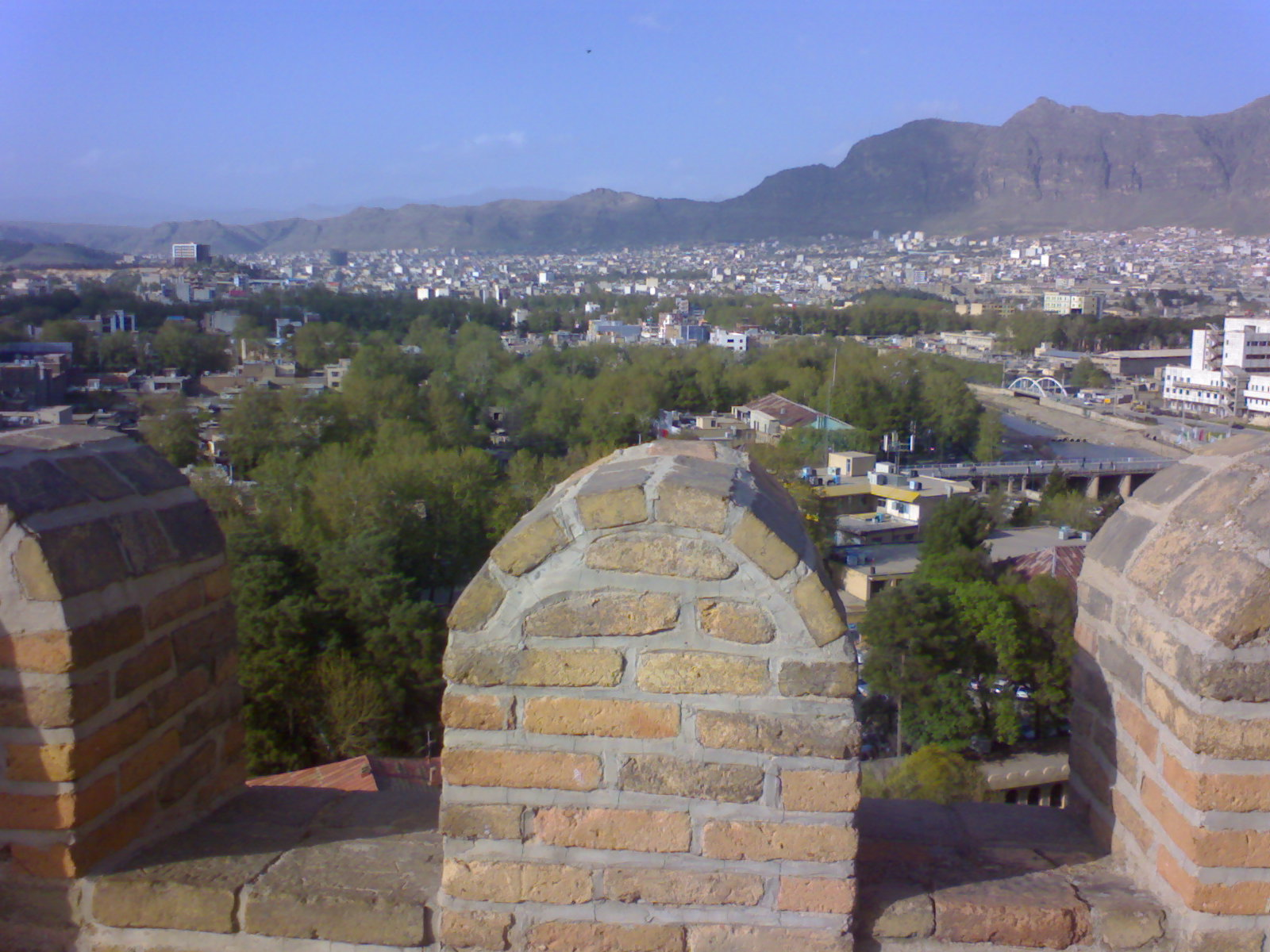
دور نمای خرم‌آباد بر فراز قلعه
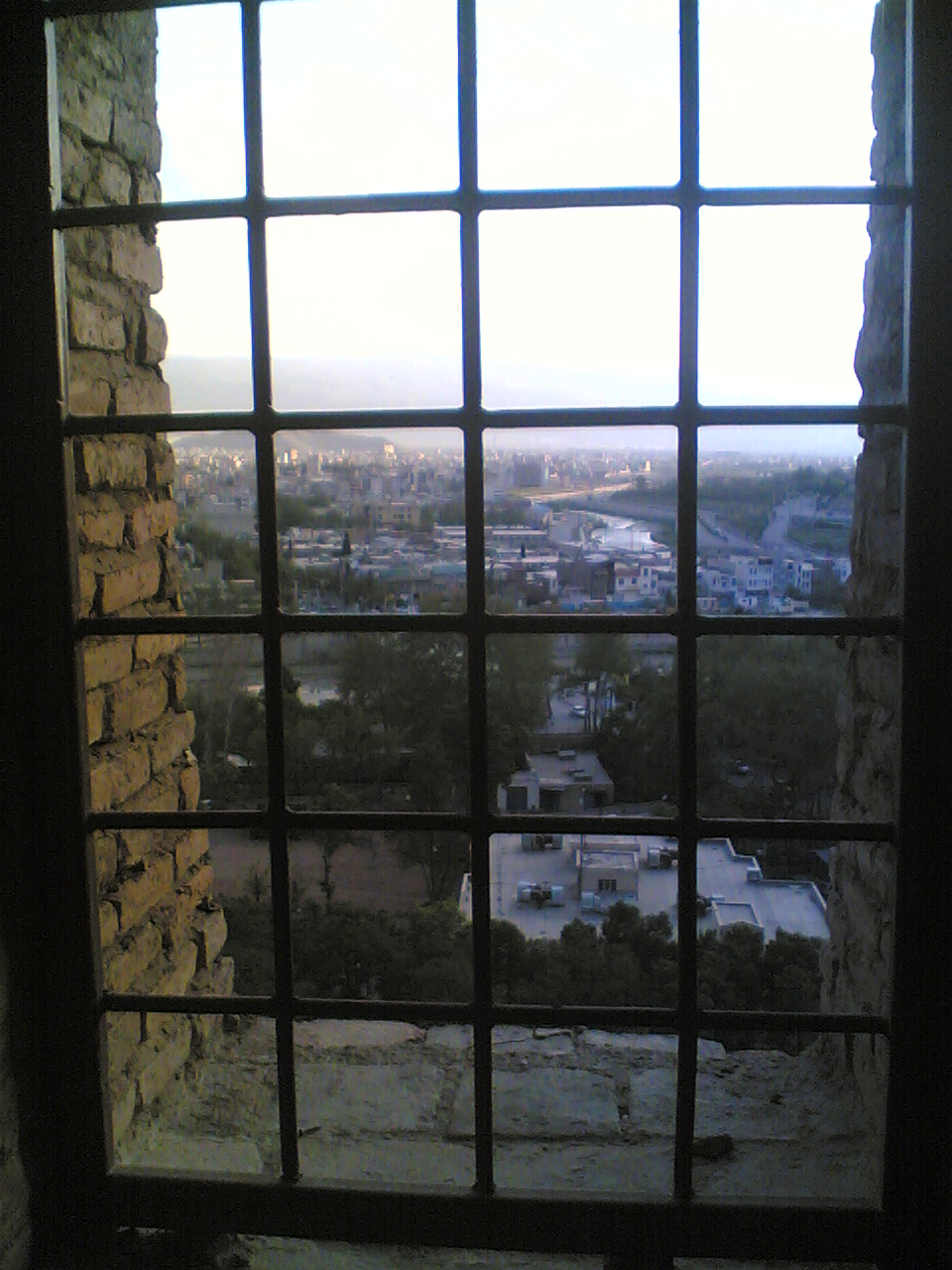
خرم‌آباد از درون پنجره قلعه
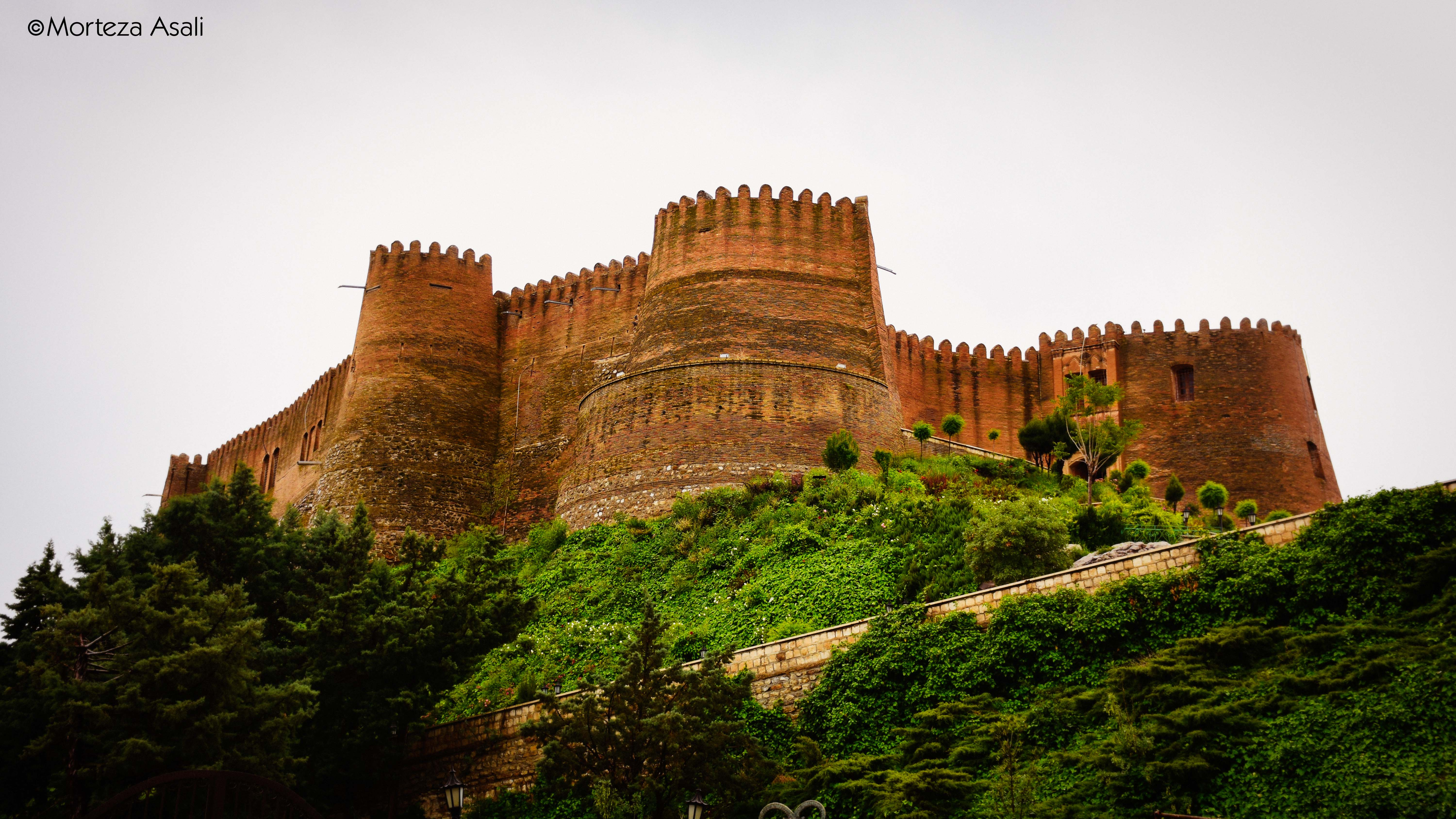
نمایی از قلعه فلک‌الافلاک
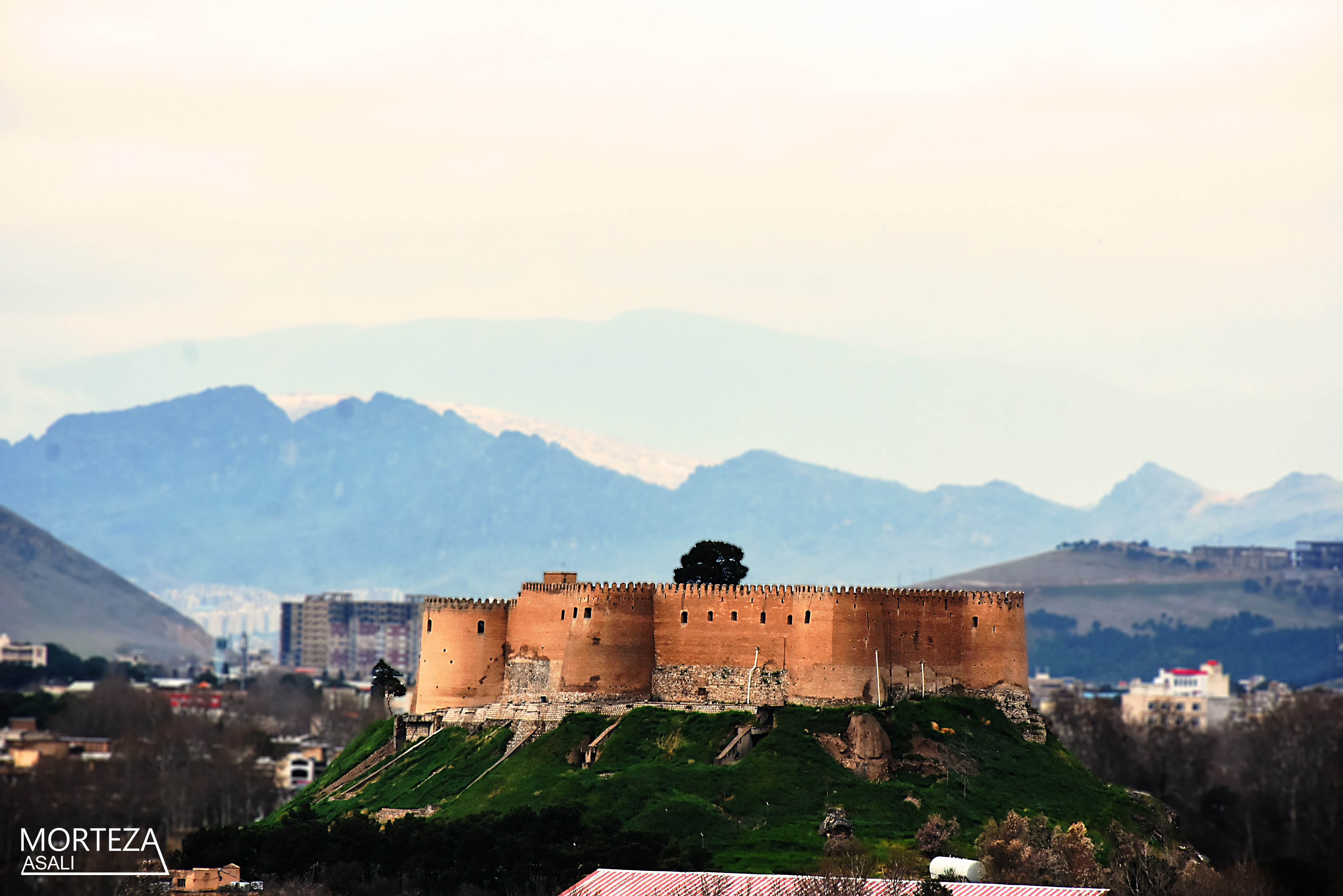
نمایی از قلعه فلک‌الافلاک
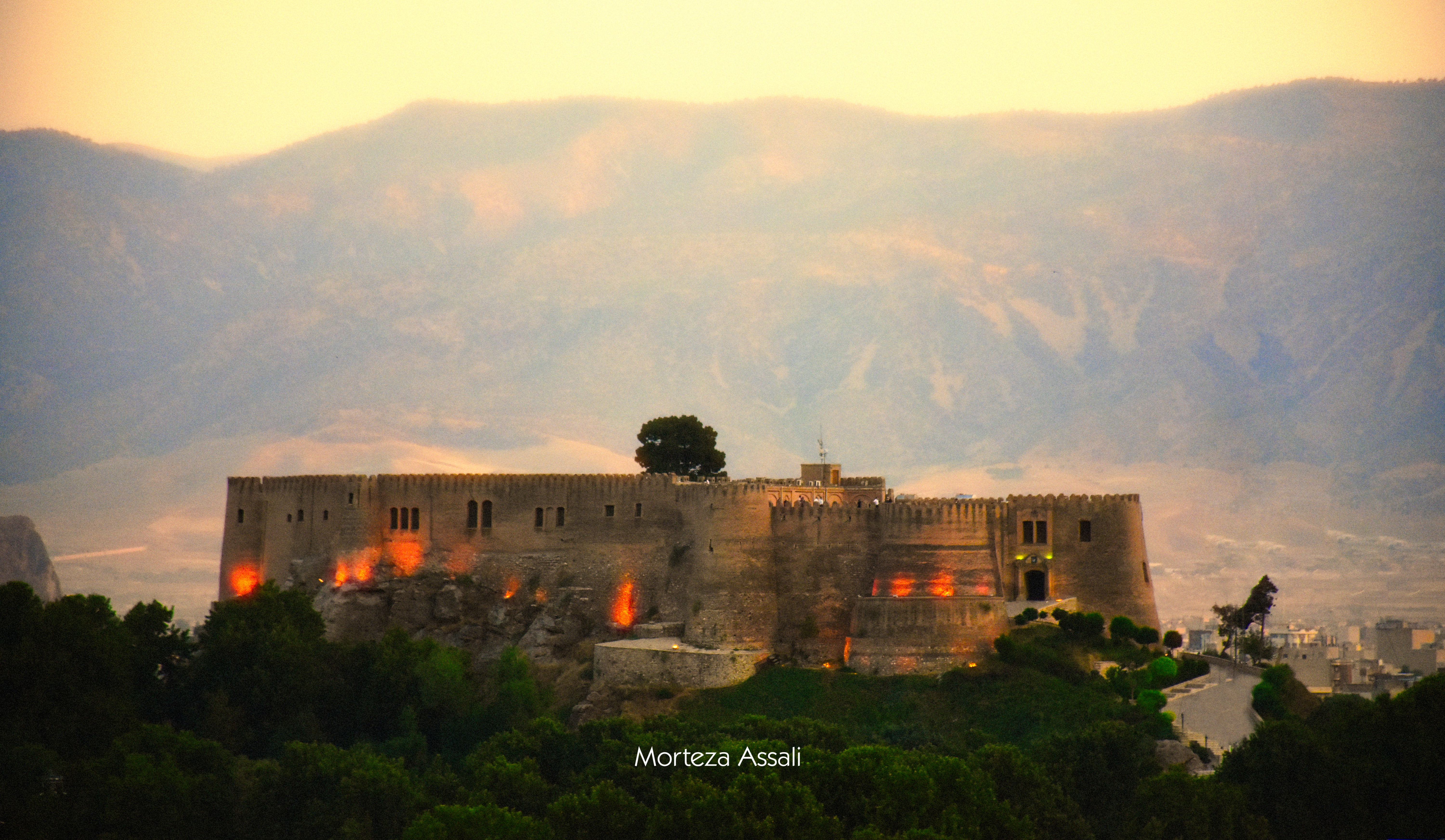
نمایی از قلعه فلک‌الافلاک
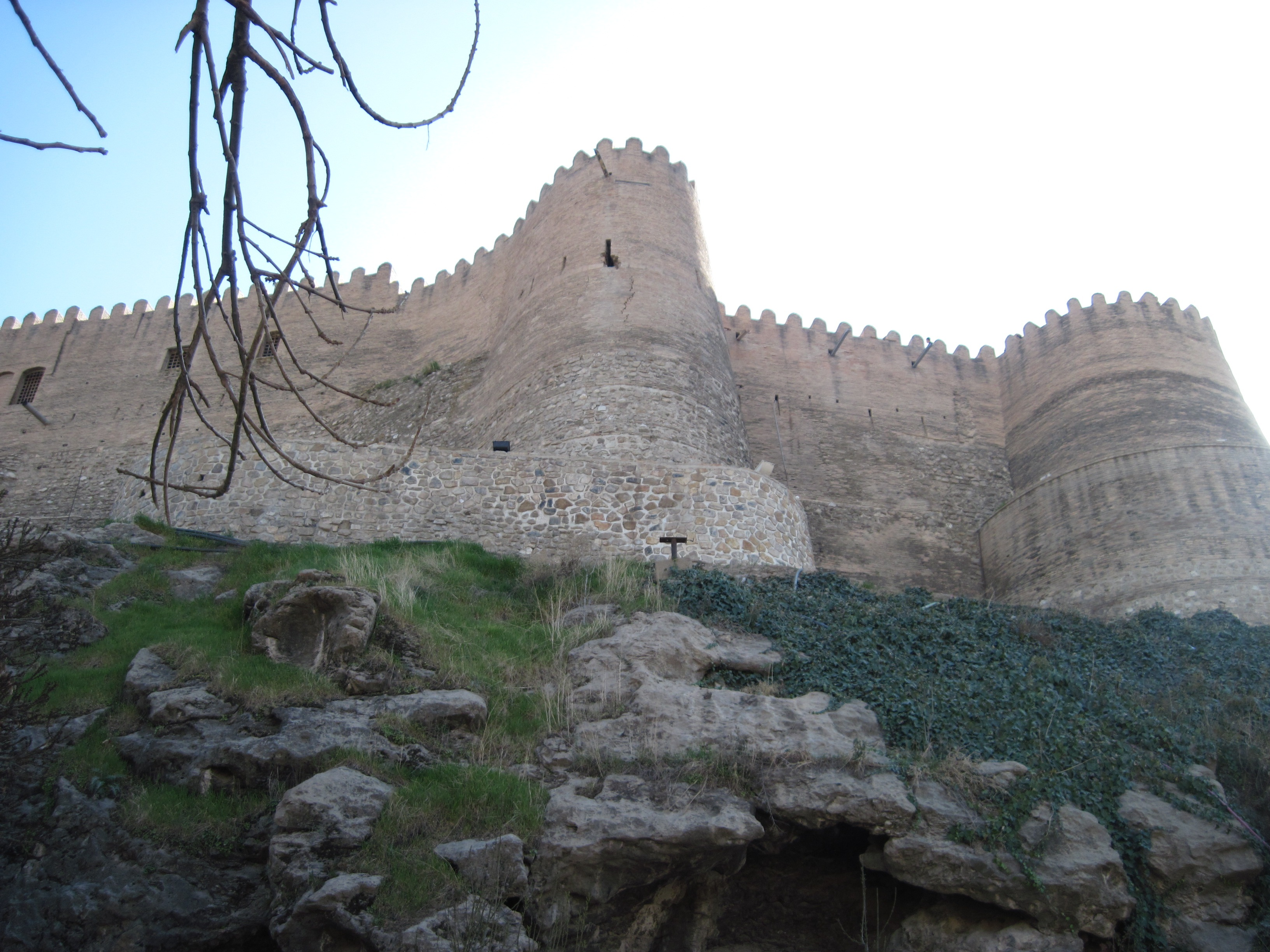
نمایی از قلعه فلک‌الافلاک